# RPM (ファイルフォーマット)
RPM は、Red Hat Enterprise LinuxやFedora、openSUSEなどで利用されるソフトウェア・パッケージのファイルフォーマット。

## 概要
拡張子 ".rpm" のファイルは、多くのLinuxディストリビューションなどで利用されるバイナリによるソフトウェアのパッケージである。これらのパッケージは"label"を含み、以下の情報を含む。
- ソフトウェアの名前
- ソフトウェアのバージョン
- パッケージのリリース
- パッケージのアーキテクチャ

その他、認証用のシグネチャやgzipなどで圧縮されたファイルアーカイブを含む。
Red Hat Enterprise LinuxやFedora、openSUSE、Mandriva Linuxなどでは、このパッケージフォーマットを利用してインストールされているソフトウェアを管理し、RPM Package Manager、yum、zypper、urpmiなどでコントロールする。
他にLinuxディストリビューションで利用されるソフトウェア・パッケージのフォーマットとしては、debなどが存在する。